# Žizníkovský vrch
Žizníkovský vrch (německy Schießniger Horka nebo Kleine Horka, lidově Malá Hůrka, 295 m n. m.) je vrch na území města Česká Lípa v Libereckém kraji. Leží při severním okraji části Nový Žizníkov na katastrálním území vsi Žizníkov, která je administrativně jednou z částí okresního města Česká Lípa. Žizníkovský vrch leží 600 metrů východně od vyšší Hůrky a stejně jako na Hůrce jsou na jeho vrcholu pozůstatky bývalého čedičového lomu.

## Geografie

### Geomorfologické zařazení
Geomorfologicky vrch náleží do celku Ralská pahorkatina, podcelku Zákupská pahorkatina, okrsku Českolipská kotlina, podokrsku Dobranovská kotlina a Žizníkovské části.

### Geologie
Z geologického hlediska jsou Žizníkovský vrch a svárovská Hůrka prakticky totožné.Jádro Žizníkovského vrchu tvoří intruzívní brekcie s bloky bazaltu, jehož žíly pronikly do tělesa brekcie. Bloky čediče dosahují rozměru až jednoho metru a bývají protkány kalcitovými žilkami. Ve vrcholových partiích kopce jsou vulkanické horniny odkryté až 10 metrů hlubokými těžebními rýhami.

## Přístup
Automobilem nebo autobusy českolipské MHD č. 209 nebo 218 se dá nejblíže dojet do Nového Žizníkova a odtud pěšky vystoupat na vrchol, i když tam nevede žádná značená turistická cesta. Rovněž od východu ze Žizníkova směřuje ke kopci neznačená lesní cesta. Novým Žizníkovem vede červená turistická značka Česká Lípa – Mimoň.

## Galerie

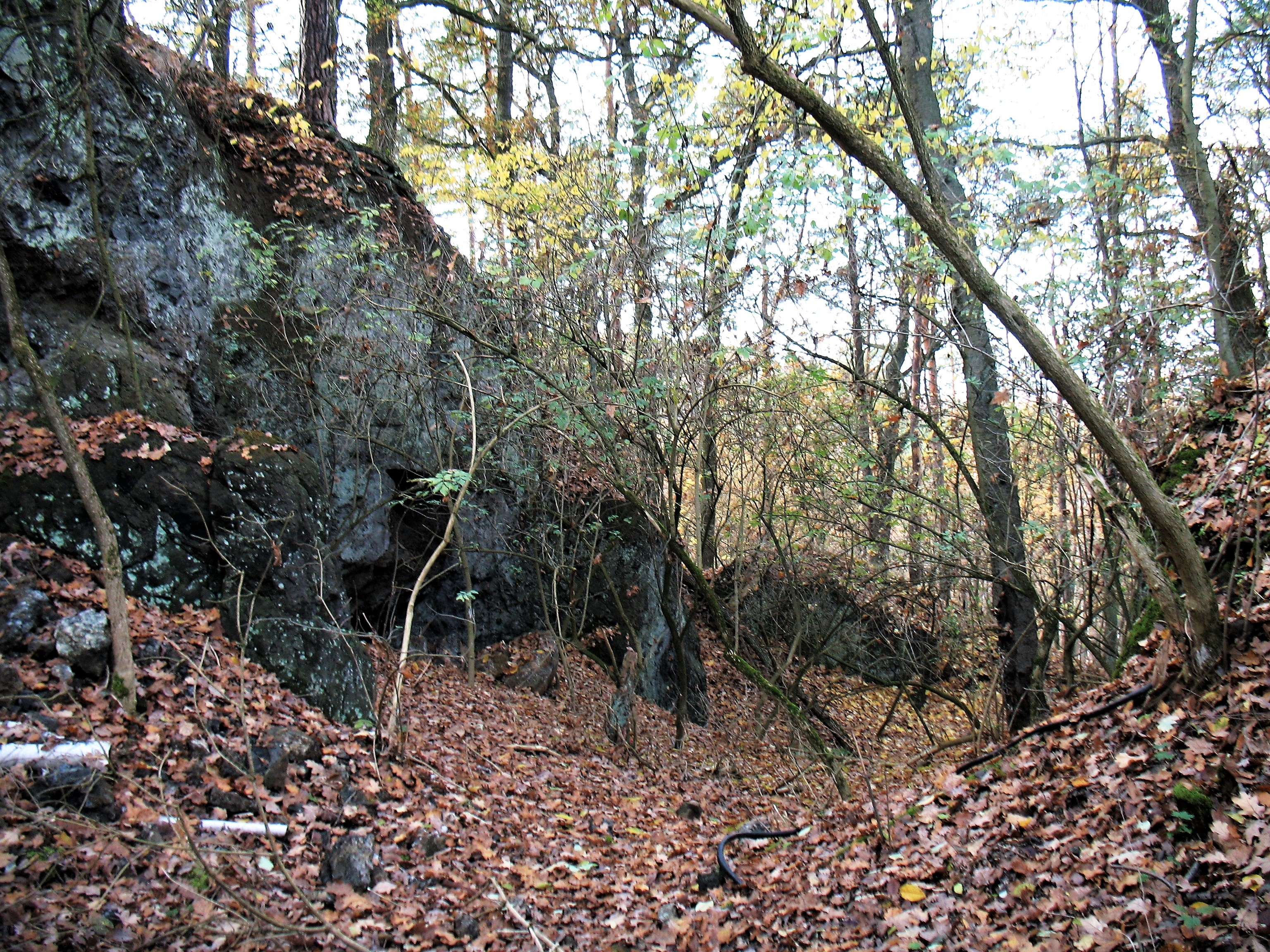
Pozůstatky těžby čediče
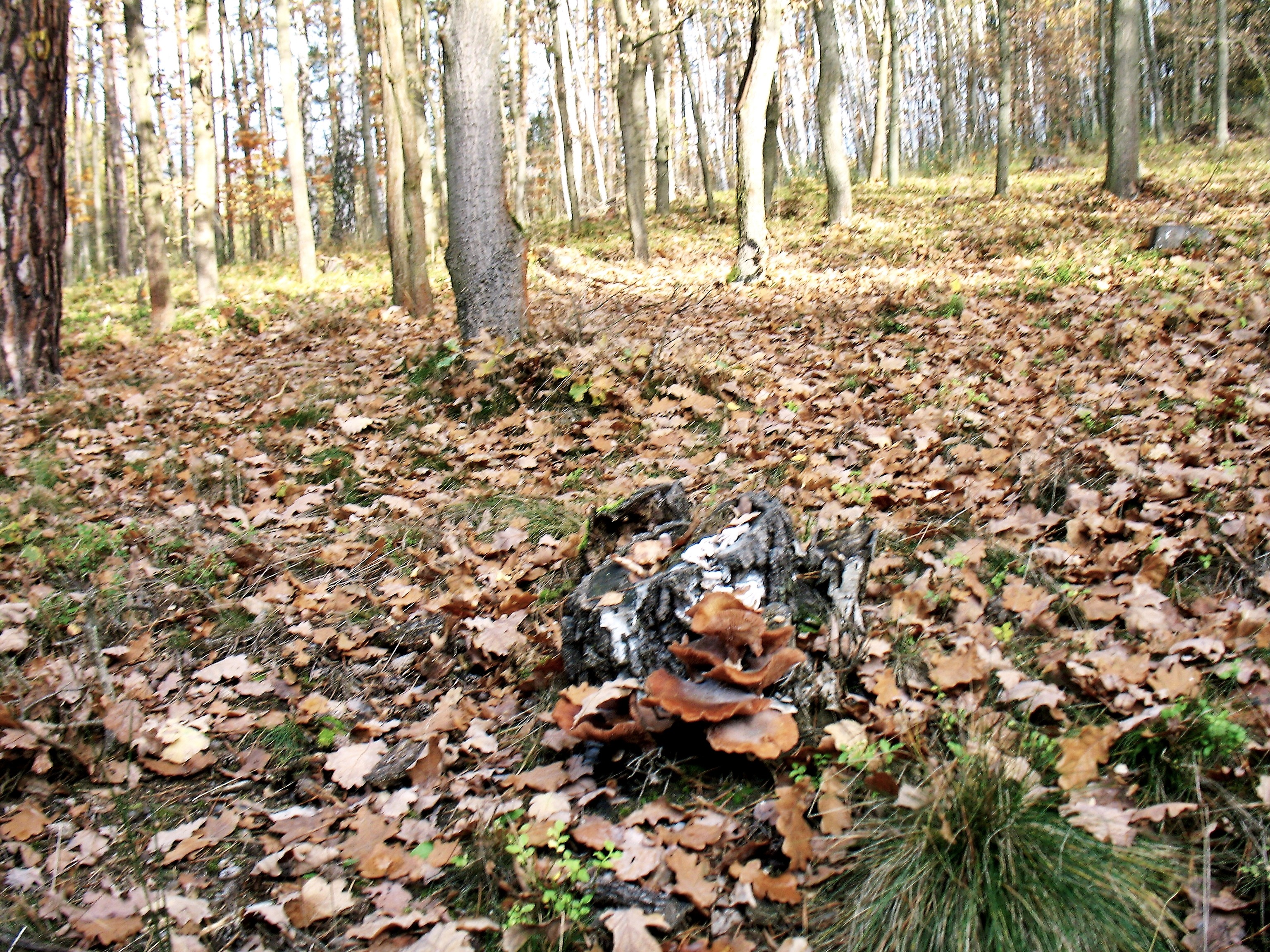
Les na severním úpatí kopce
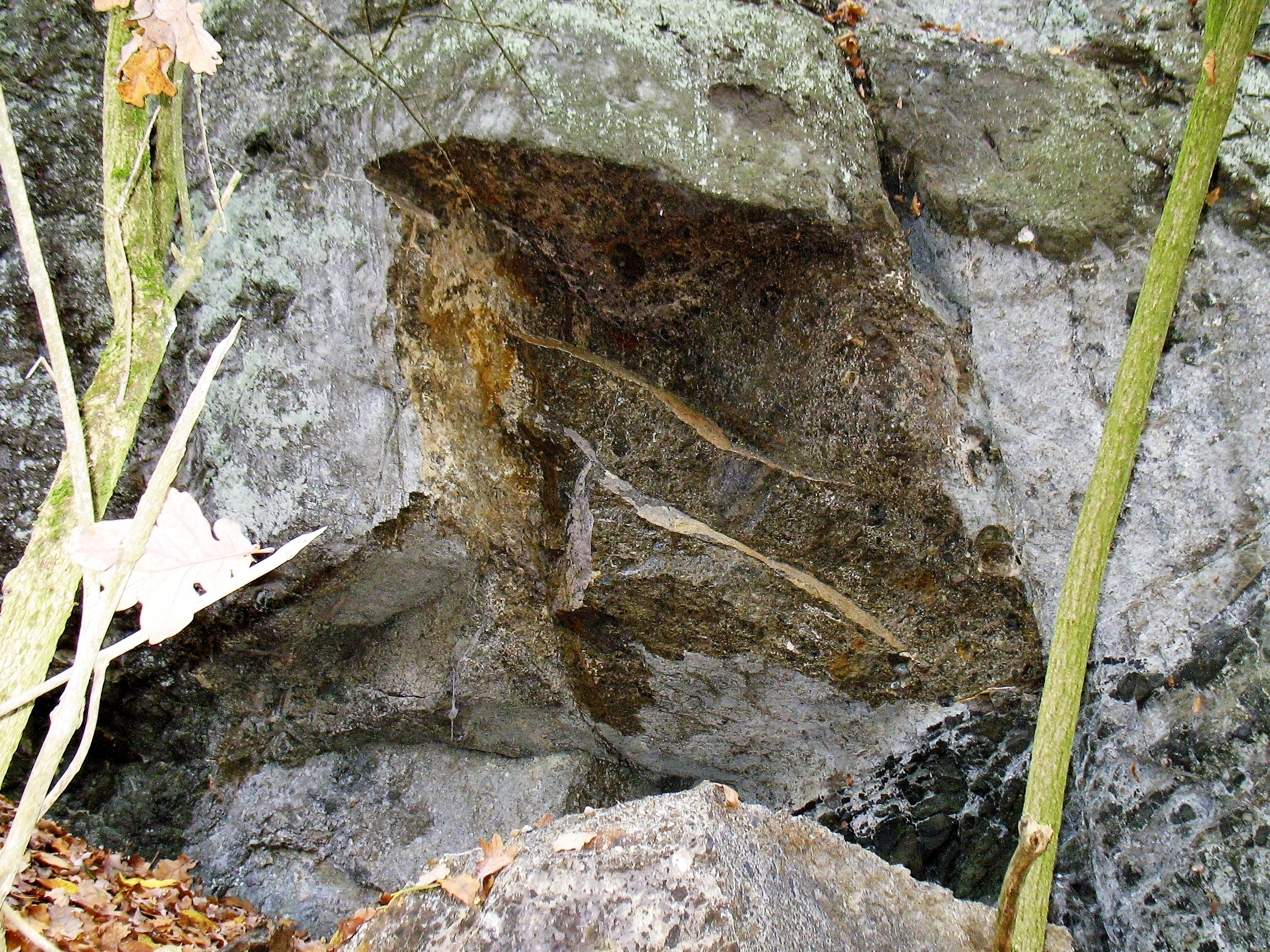
Magmatické horniny ve stěně lomu
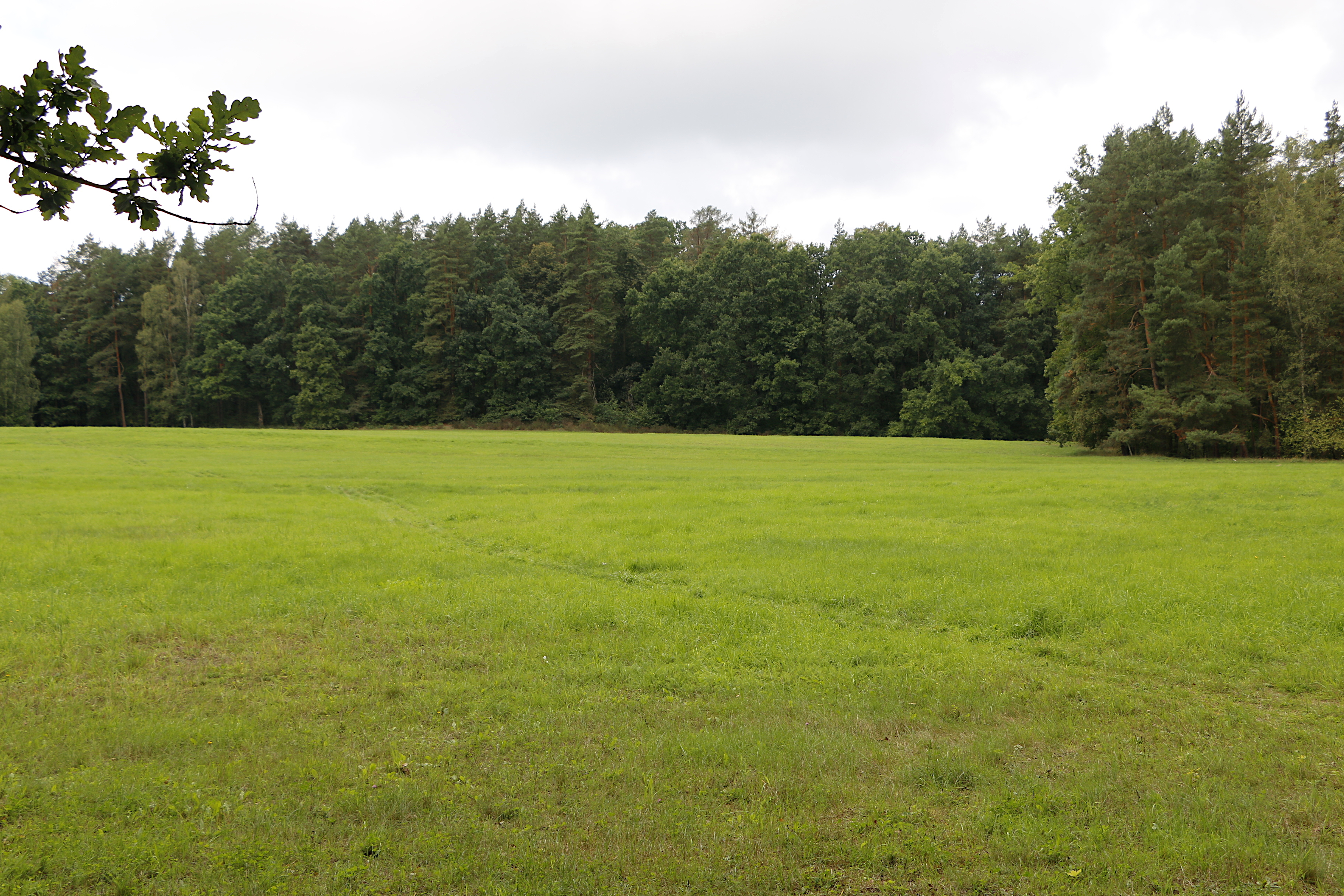
Pohled na vrch od jihu
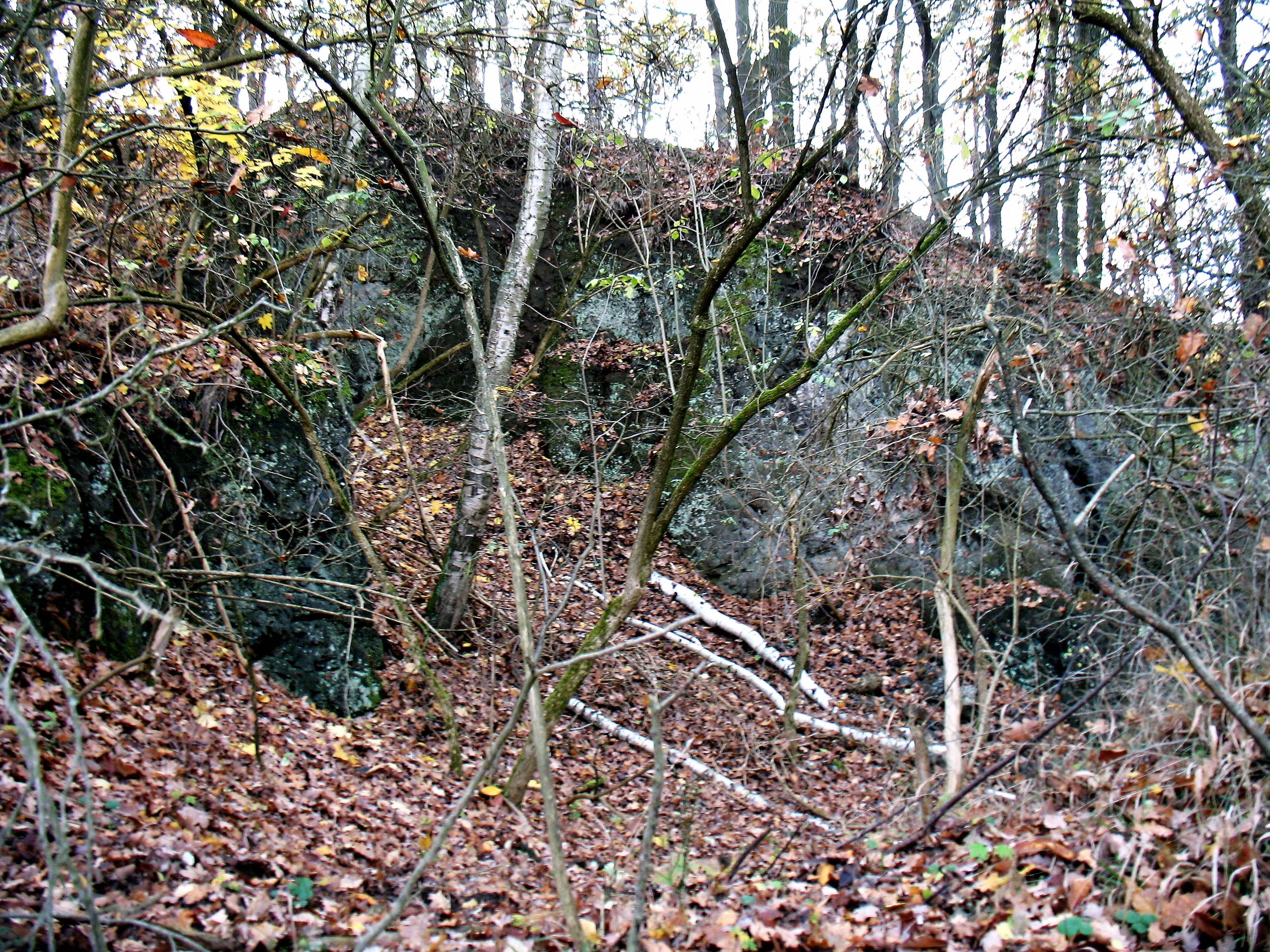
Pohled z lomu k vrcholu
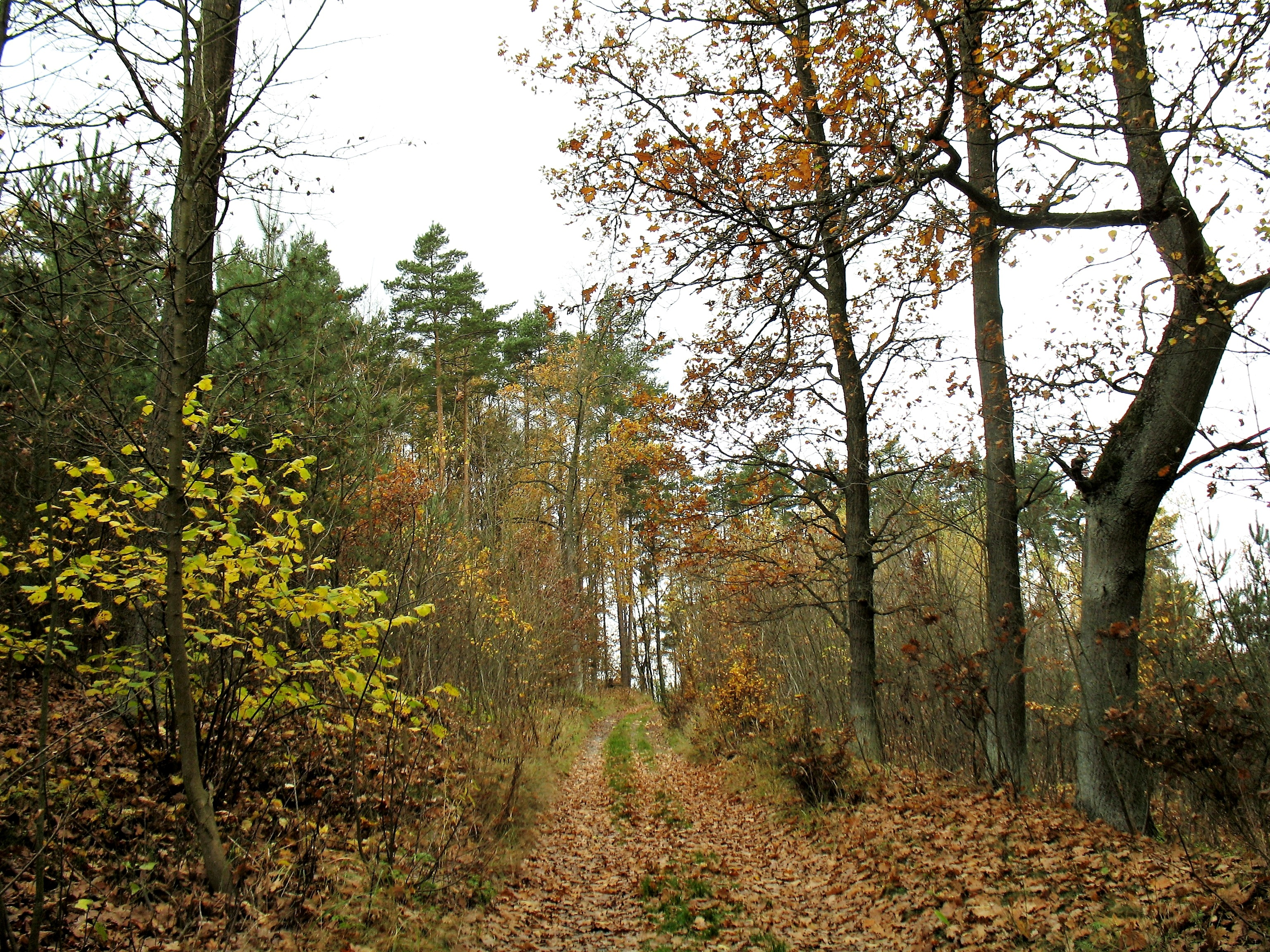
Cesta k Žizníkovskému vrchu od východu